# アンディ・ミルン
アンディ・ミルン（Andy Milne、1969年 - ）は、カナダのジャズ・ピアニストであり、ソロ・アーティストとしても、ダップ・セオリーのリーダーとしても演奏および録音している。オンタリオ州ハミルトンで生まれ、キンカーディンとトロントで育った。10人兄弟の1人である彼は、オスカー・ピーターソンの生徒としてヨーク大学で音楽を学んだ。
1990年、ミルンはカナダ・カウンシル・フォー・ジ・アーツを卒業し、バンフ・センター・フォー・ザ・ファイン・アーツで学ぶための助成金を受けた。彼はサックス奏者のスティーヴ・コールマンと出会い、後にコールマンのバンド、ファイヴ・エレメンツに参加することとなった。1998年に、ミルンはコズミック・ダップ・セオリーというバンドを結成した。
彼はラヴィ・コルトレーン、グレゴア・マレ、ショーン・リックマン、ラルフ・アレッシと共にツアーやレコーディングを行った。
2018年発表のアルバム『The Seasons of Being』は、2019年のジュノー賞で、「ジュノー賞アルバム・オブ・ザ・イヤー（グループ）」を受賞した。

## 受賞歴
- 『ダウン・ビート』誌の投票による期待のスター・キーボーディスト 2004年
- 「チェンバー・ミュージック・アメリカ」による、新しい作品のコミッション助成金とフランス-アメリカ・ジャズ交流助成金 2006年

## ディスコグラフィ

### リーダー・アルバム
- Forward to Get Back (1997年、d'Note)
- New Age of Aquarius (1999年、Contrology) ※アンディ・ミルンズ・コズミック・ダップ・セオリー名義
- Y'All Just Don't Know (2003年、Concord) ※ダップ・セオリー名義
- Dreams & False Alarms (2007年、SongLines)
- 『シナリオズ』 - Scenarios (2007年、ObliqSound) ※with グレゴア・マレ
- Layers of Chance (2008年、Contrology/ObliqSound) ※ダップ・セオリー名義
- Where Is Pannonica? (2009年、SongLines) ※Andy Milne & Benoît Delbecq名義
- From the Bridge (2012年、Contrology) ※『スタートレック』に関連したドキュメンタリー『The Captains』のオリジナル・サウンドトラック
- 『フォワード・イン・オール・ダイレクションズ』 - Forward in All Directions (2014年、Contrology) ※ダップ・セオリー名義
- The Seasons of Being (2018年、Sunnyside) ※ダップ・セオリー名義

### 参加アルバム
ラルフ・アレッシ
- Look (2006年、Between the Lines)
- Cognitive Dissonance (2010年、CAM Jazz)
- Wiry Strong (2011年、Clean Feed)
- Imaginary Friends (2019年、ECM)

ブルース・コバーン
- You've Never Seen Everything (2003年、True North/Rounder)

スティーヴ・コールマン
- 『ドロップ・キック』 - Drop Kick (1992年、Novus)
- 『フリンジ・ゾーン』 - The Tao of Mad Phat (1993年、Novus)
- A Tale of 3 Cities (The EP) (1994年、Novus/BMG) ※Steve Coleman and Metrics名義
- 『デフ・トランス・ビート』 - Def Trance Beat (1994年、Novus/BMG)
- Myths, Modes and Means (1995年、Novus/BMG) ※Steve Coleman and the Mystic Rhythm Society名義
- The Way of the Cipher (1995年、Novus/BMG) ※Steve Coleman and Metrics名義
- Curves of Life (1995年、Novus/BMG)
- The Sign and the Seal (1996年、BMG) ※Steve Coleman and the Mystic Rhythm Society with AfroCuba de Mantanzas名義
- 『ジェネシス』 - Genesis (1997年、BMG) ※Steve Coleman and the Council of Balance名義
- 『狼煙』 - Resistance Is Futile (2001年、Label Bleu)

ラヴィ・コルトレーン
- From the Round Box (2000年、BMG France)
- 『マッド6』 - Mad 6 (2002年、Eighty-Eight's/Columbia)

カーラ・クック
- It's All About Love (1999年、Maxjazz)

ラニー・リー
- Jazz on Broadway (1992年、Justin Time)

ヒュー・マーシュ
- Hugmars (2007年、Cool Papa)

M-BASEコレクティヴ
- 『アナトミー・オブ・ア・グルーヴ』 - Anatomy of a Groove (1992年、Rebel-X/DIW/Columbia)

Diederik Rijpstra
- The Living City (2013年、TryTone)

カルロス・ワード
- Set for 2 Dons – Vol. 1 (1999年、Peull)

Jeremy Warren
- I Can Do All Things (2016年)